# جزيرة عبادان

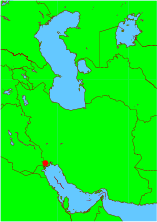
موقع جزيرة عبادان.

جزيرة عبادان أو جزيرة الخضر هي جزيرة في عبادان تقع بين نهر كارون وشط العرب ويقع فيها مصفاة عبادان. يطلق عليها البعض جزيرة الخضر لوجود مقام الخضر فيها.